# Ту-75
„Туполев Ту-75“ е съветски товарен вариант на бомбардировача Ту-4, с преработен фюзелаж за товарни цели, конструиран от Конструкторско бюро „Туполев“.
„Ту-75“ е първата съветска машина от такъв клас, снабдена с трап в дъното на товарния отсек.
Първият полет е извършен на 21 януари 1950 година.
Не се произвежда серийно.